# Furcellariaceae
Famille
Les Furcellariaceae sont une famille d'algues rouges de l'ordre des Gigartinales.

## Liste des genres
Selon AlgaeBase (3 avril 2014) :
- genre Fastigiaria Stackhouse
- genre Furcellaria J.V.Lamouroux
- genre Halarachnion Kützing
- genre Neurocaulon Zanardini ex Kützing
- genre Opuntiella Kylin
- genre Turnerella F.Schmitz

Selon ITIS (3 avril 2014) :
- genre Furcellaria
- genre Halarachnion

Selon NCBI (3 avril 2014) :
- genre Furcellaria
- genre Halarachnion

Selon World Register of Marine Species (3 avril 201) :
- genre Furcellaria J.V.Lamouroux, 1813
- genre Halarachnion  Kützing, 1843
- genre Neurocaulon Zanardini ex Kützing, 1849
- genre Opuntiella  Kylin, 1925
- genre Turnerella  F.Schmitz, 1897